# ジェームズ・ハワード・スヌーク
ジェームズ・ハワード・スヌーク（James Howard Snook、1879年9月17日 - 1930年2月28日）は、アメリカ合衆国の射撃選手、獣医師、大学教授、犯罪者、そして元死刑囚である。彼は不倫関係にあった女性を殺害した容疑で処刑された。

## 前半生
ジェームズ・ハワード・スヌークは、1879年にオハイオ州のサウスレバノンで生まれた。
スヌークは、1920年に開催されたアントワープオリンピックのアメリカ合衆国射撃代表チームに選抜され、ラピッドファイアーピストル団体競技及びピストル団体50m競技で 2個の金メダルを獲得している。
スヌークは1908年にオハイオ州立大学の獣医学科を卒業し、1920年にはその学科の教授となった。彼は「スヌーク・フック」（snook hook）と呼ばれる医療器具を考案し、現在でもこの器具は動物の去勢に使用されている。
私生活においては、スヌークは1922年に結婚し、一女をもうけた。彼は口数が少なく、やや孤立気味との評判だった。彼の同僚たちは後に、スヌークについて知っていたことは多くないと述べている。スヌークという人物は、年の離れた女性に溺れて道を踏み外すような類の人間には見えなかった。

## 事件
スヌークの名は、1929年から1930年にかけて新聞や雑誌の紙面を賑わせることになったが、それは彼の射撃の腕前や獣医学上の功績などではなく、不倫相手であるセオラ・ヒックス（Theora Kathleen Hix）の殺害容疑というものであった。
セオラ・ヒックスは29歳になる医学生で、学費を稼ぐために速記者として働いていた女性だった。彼女はスヌークと3年越しの不倫関係に陥っていた。2人は大学キャンパス近くにスヌーク自身の名義でアパートメントを借りて、夫婦同然の生活を送っていたという。後に大学の学部長は、この頃のスヌークについて彼の業績がヒックスに気を取られて悪化し始めていたと証言している。
裁判でのスヌークの供述によれば、1929年6月13日、ヒックスは彼に妻と離婚して彼女と結婚するようにと強く迫った。それを拒むようなら妻と幼い娘を殺すと威圧する彼女をハンマーで数回殴りつけた後、「彼女の苦痛を和らげるために」ポケットナイフで頚静脈を切ったとスヌークは述べている。
散々殴られた上に切りつけられて傷だらけになったヒックスの遺体は、翌日になって2人の少年によってライフル射撃場内で発見された。スヌークはまさに、射撃をその場所でヒックスに教えていたのだった。警察は最初、ヒックスの以前からの情交相手の1人であったマリオン・メイヤーズ（Marion Meyers）を容疑者として捜査の対象にしたが、彼にはアリバイがあった上、既にヒックスとの関係は他の女性との婚約を結んだことによって終わっていた。そしてスヌークが最重要参考人として浮かんだ。2人が夫婦同然に暮らしていたアパートメントの管理人は、スヌークの写真を見てヒックスと彼との関係を認めたのだった。
警察は、殺人事件があった後に、スヌークが彼の所有する車を徹底的に洗車した事実を掴んだが、彼は車を洗ったことを否定していた。しかし、衣類の表面に被害者の血が付着し、車にもまだ血痕は残留していたため、彼のアリバイを崩すには十分な証拠となって、スヌークは逮捕された。スヌークの所有物からは、凶器となったハンマーとポケットナイフが発見された。2つの凶器には、未だにヒックスの血の飛沫が付着したままになっていた。 
1929年8月14日にオハイオ州コロンバスで開かれた裁判において、スヌークはヒックスが彼の妻や娘を殺すと脅迫するに及んで、彼自身も彼女に射殺されるのではないかと恐れた、などの主張を展開した。陪審はわずか28分間のみ議論した結果、第1級殺人の容疑で電気椅子での処刑を求刑し、1週間後には刑が確定した。
スヌークは、1930年2月28日19時10分にオハイオ州コロンバスの刑務所で、電気椅子で処刑された。彼の遺骸は、キング・アヴェニュー・メソジスト教会で短い儀式を執り行った後に、グリーン・ローン墓地（Green Lawn Cemetery）に埋葬された。この墓地の243地区の87番区画にあるスヌークの墓石には、彼の姓を省いて「James Howard」の名と彼の生没年のみが刻まれている。